# Alki Zei
Angeliki „Alki“ Zei [ˈalkiː ˈzeiː] (griechisch Αγγέλικη «Άλκη» Ζέη, * 15. Dezember 1923 in Athen; † 27. Februar 2020 ebenda) war eine griechische Schriftstellerin, deren Bücher in über 30 Sprachen übersetzt wurden.

## Leben
Zeis Mutter stammte aus Samos, ihr Vater aus Kreta. Ihre Kindheit verbrachte Alki Zei auf Samos. 1937 zog ihre Familie nach Athen, wo sie eine Privatschule besuchte. Sie studierte an der philosophischen Fakultät der Universität Athen und gleichzeitig an der Schauspielschule des Athener Konservatoriums (Δραματική Σχολή του Ωδείου Αθηνών). Als Studentin beteiligte sie sich aktiv am Kampf für die Freiheit, für die gesellschaftliche Gerechtigkeit und die Demokratie, indem sie sich während der deutschen Besetzung der linken Bewegung anschloss.
1945 heiratete sie den Dramatiker Giorgos Sevastikoglou (Γιώργο Σεβαστίκογλου), mit dem sie zwei Kinder bekam. Von 1952 bis 1964 lebte Zei mit ihrem Mann im Exil in Moskau, wo Zei an der Filmhochschule Moskau studierte, ihr Studienschwerpunkt war das Schreiben von Drehbüchern. Nach einem kurzen Aufenthalt in Griechenland floh sie 1967 vor der Militärdiktatur mit ihrer Familie nach Paris. Nach der Diktatur kehrte sie in ihre Heimat zurück.
Eine lebenslange Freundschaft verband sie mit Georges Sari, die sie aus ihrer Schulzeit kannte, beschrieben wird diese in ihrem Buch Mit einem Bleistift Faber Nummer zwei .
Sie starb am 27. Februar 2020 in Athen.

## Werk und Rezeption

Unterschrift von Alki Zei

Schon in ihrer Schulzeit schrieb Zei Stücke für das Puppentheater, Novellen und Erzählungen, die in literarischen Zeitschriften veröffentlicht wurden. Gefördert wurde sie nicht nur von ihren Lehrern, sondern auch von ihrer Tante Dido Sotiriou, einer bekannten Journalistin und Schriftstellerin.
Die meisten ihrer Bücher sind für Kinder und Jugendliche. Ihr Werk ist auch außerhalb Griechenlands bekannt, denn viele Bücher wurden in zahlreiche Sprachen übersetzt. Ihr Werk wird nicht nur wegen ihrer Sprache, sondern auch wegen ihrer Erzählweise geschätzt. „The clear-cut way of her writing, the linguistic integrity, the critical attitude towards persons and situations, her humour and the penetrating view to facts, are the dominant characteristics of Alki Zei's works.“
Bis ins hohe Alter besuchte Zei Schulen und suchte den Dialog mit Kindern und Jugendlichen, um alles über die Träume und Gedanken ihrer Leserschaft zu erfahren.
Sie selbst übersetzte viele Bücher aus dem Französischen, dem Italienischen und dem Russischen ins Griechische, unter anderem auch das Kinderbuch Der kleine Prinz von Antoine de Saint-Exupéry. Ihr letztes Buch Ein Kind aus dem Nichts erschien 2019, kurz vor ihrem Tod.

## Hörspiele in Deutschland
- 1974: Myrto und Melissa. Vorlage: Wildkatze unter Glas (Kinder- und Jugendpolitik) – Bearbeitung (Wort): Waltraud Jähnichen; Dramaturgie: Renate Achterberg; Regie: Maritta Hübner (Hörspielbearbeitung, Kinderhörspiel – Rundfunk der DDR)[8]

## Auszeichnungen
Zei erhielt zahlreiche Auszeichnungen. Unter anderem bekam sie 2001 den griechischen Preis für Kinderliteratur (Α' Κρατικό βραβείο παιδικής λογοτεχνίας) für Matias. 2010 wurde ihr der französische Preis Prix Littéraire des Jeunes Européens für ihr Buch Großvater, der Lügner verliehen und im selben Jahr wurde sie auch für ihr Lebenswerk von der Akademie Athens (Βραβείο της Ακαδημίας Αθηνών) ausgezeichnet. Außerdem wurde sie in den Jahren 2004, 2009 und 2015 für den Kinderliteraturpreis Astrid Lindgren Memorial Award vorgeschlagen.
2014 erhielt sie von der Pädagogischen Fakultät der Aristoteles-Universität Thessaloniki die Ehrendoktorwürde (Επίτιμη Διδάκτωρ του Παιδαγωγικού Τμήματος Πανεπιστημίου Θεσσαλονίκης) und ein Jahr später auch von der Fakultät der Geisteswissenschaften der Universität Patras.
2015 überreichte ihr der griechische Staatspräsident Karolos Papoulias das Goldene Kreuz des Ehrenordens (Χρυσός Σταυρός του Τάγματος της Τιμής).
Das Jahr 2023 wurde vom griechischen Kulturministerium zum Literaturjahr Alki Zei («Λογοτεχνικό Έτος Άλκης Ζέη») erklärt. Das Ministerium organisierte zusammen mit dem Athener Benaki-Museum eine Ausstellung zu ihren Ehren mit dem Namen Αλκη Ζέη 1923-2020. Ο μεγάλος περίπατος της  Άλκης (Alki Zei 1923–2020. Der große Spaziergang von Alki.), in der ihr Lebensweg anhand von Fotos, ihren Büchern und dem 2017 von Margarita Manta gedrehten Dokumentarfilm über die Autorin geschildert wird.

## Bibliografie (Auswahl)
- Το καπλάνι της βιτρίνας, 1963
  - Die Kinder von Lamagari, aus dem Amerikanischen übertragen von Irmgard Tschich, Blanvalet, Berlin, 1972, ISBN 3-7645-7931-5.
  - Wildkatze unter Glas, deutsch von Thomas Nicolaou, Kinderbuchverlag, Berlin 1973, DNB 740319698.
- Ο μεγάλος περίπατος του Πέτρου, 1971
  - Mit dreizehn ein Mann, deutsch von Thomas Nicolaou, Kinderbuchverlag, Berlin 1977, DNB 790073765.
- Αρβυλάκια και γόβες, 1975 (Stiefeletten und Pumps)
- Ο θείος Πλάτων, 1975 (Onkel Platon)
- Κοντά στις ράγες, 1977 (Nahe den Schienen)
- Μια Κυριακή του Απρίλη, 1978 (Ein Sonntag im April)
- Τα παπούτσια του Αννίβα, 1979 (Hannibals Schuhe)
- Η αρραβωνιαστικιά του Αχιλλέα, 1987
  - Die Verlobte des Achilles, deutsch von Birgit Hildebrand, Edition Romiosini, Berlin, 2018, ISBN 978-3-946142-45-4.
- Η μωβ ομπρέλα, 1989 (Der lila Regenschirm)
- Η Αλίκη στη χώρα των μαρμάρων, 1990 (Aliki im Marmorland)
- Ματίας, 1993 (Matias)
- Σπανιόλικα Παπούτσια, 1994 (Spaniolische Schuhe)
- Γατοκουβέντες, 1996 (Katzengespräche)
- Νεανική Φωνή, 1996 (Jugendliche Stimme)
- Η δωδέκατη γιαγιά και άλλα..., 1998 (Die 12. Großmutter und anderes …)
- Η Κωνσταντίνα και οι αράχνες της, 2002 (Konstantina und ihre Spinnen)
- Ο Ψεύτης Παππούς, 2007 (Großvater, der Lügner)
- Με μολύβι φάμπερ νούμερο δύο, 2013 (Mit einem Bleistift Faber Nummer zwei)
- Πόσο θα ζήσεις ακόμα, γιαγιά; 2017 (Wie lange lebst du noch, Oma?)
- Ένα παιδί από το πουθενά, 2019 (Ein Kind aus dem Nichts)